# Kevin Gardner
Kevin Gardner (* 16. April 1981 in Edmonton) ist ein ehemaliger kanadischer Eishockeyspieler, der zuletzt für die Herning Blue Fox in der dänischen AL-Bank Ligaen als Stürmer spielte.

## Karriere
Kevin Gardner begann seine Karriere bei den St. Albert Saints in der Alberta Junior Hockey League. Ab 2000 spielte er für das Wildcats- Eishockeyteam der Northern Michigan University in der CCHA, einer Liga der NCAA. Er beendete sein Studium mit einem Bachelor of Science in Business Management and Speech Communication.
Nach dem Ende seiner Collegezeit wechselte er für ein Jahr in die nordamerikanische ECHL zu den Idaho Steelheads. Nach 22 Spielen in Idaho wurde er für den Abwehrspieler Tony Johnson an die Stockton Thunder abgegeben, wo er den Rest der Saison verbrachte. Im Sommer 2006 kam er erstmals nach Europa und bestritt die Saison 2006/07 beim Oberligisten EV Füssen. Der EV Füssen beendete die Vorrunde zwar nur auf Platz neun und verpasste damit den Einzug in die Play-offs, Gardner wurde dennoch mit 30 Toren und 49 Vorlagen sechstbester Scorer der Oberliga-Vorrunde. Jan Tabor, der Manager der Eislöwen, äußerte sich wie folgt zu seiner Verpflichtung: „Kevin Gardner hat sich letzte Saison in einer relativ schwachen Mannschaft einen guten Namen gemacht. Er ist jung, entwicklungsfähig und könnte mit Sicherheit auch jetzt schon den Sprung in die 2. Liga problemlos schaffen“.
Mit den Eislöwen schaffte er den Aufstieg in die 2. Bundesliga und erreichte die Meisterschaft der Oberliga 2007/08. Mit 106 Scorerpunkten in 61 Spielen hatte er maßgeblichen Anteil an diesen Erfolgen. Ab September 2009 stand er bei den Arizona Sundogs in der Central Hockey League unter Vertrag, bevor er im Sommer 2010 nach Europa zurückkehrte und von den Herning Blue Fox aus der dänischen AL-Bank Ligaen verpflichtet wurde.
2011 beendete er seine Karriere und kehrte nach Kanada zurück, wo er seither in Edmonton in einer Firma für Immobilienfinanzierung tätig ist.

## Erfolge und Auszeichnungen
- 2008 Teilnahme am DEL All-Star Game

## Karrierestatistik
(Legende zur Spielerstatistik: Sp oder GP = absolvierte Spiele; T oder G = erzielte Tore; V oder A = erzielte Assists; Pkt oder Pts = erzielte Scorerpunkte; SM oder PIM = erhaltene Strafminuten; +/− = Plus/Minus-Bilanz; PP = erzielte Überzahltore; SH = erzielte Unterzahltore; GW = erzielte Siegtore; 1 Play-downs/Relegation; Kursiv: Statistik nicht vollständig)